# Charles Doe
Charles Webster "Charlie" Doe, Jr. (San Francisco, Califòrnia, 4 de setembre de 1898 - Walnut Creek, Califòrnia, 19 de novembre de 1995) va ser un jugador de rugbi a 15 estatunidenc que va competir a començaments del segle xx.
El 1920 va ser seleccionat per jugar amb la selecció dels Estats Units de rugbi a 15 que va prendre part en els Jocs Olímpics d'Anvers, on guanyà la medalla d'or. Quatre anys més tard, als Jocs de París, tornà a guanyar la medalla d'or en la competició de rugbi.